# Cerro Milluni (berg i Bolivia)
Cerro Milluni är ett berg i Bolivia.   Det ligger i departementet Potosí, i den centrala delen av landet, 50 km sydväst om huvudstaden Sucre. Toppen på Cerro Milluni är 4 591 meter över havet, eller 147 meter över den omgivande terrängen. Bredden vid basen är 2,7 km. Cerro Milluni ingår i Cerros de Huari Huari.
Terrängen runt Cerro Milluni är huvudsakligen kuperad, men norrut är den bergig. Runt Cerro Milluni är det ganska glesbefolkat, med 23 invånare per kvadratkilometer.. 
Omgivningarna runt Cerro Milluni är i huvudsak ett öppet busklandskap.